# 冨田裕樹
冨田 裕樹（とみた ひろき、1976年〈昭和51年〉8月4日 - ）は、日本の政治家。大阪府池田市長（1期）、池田市議会議員（1期）、大阪維新の会顧問などを務めた。

## 来歴
兵庫県伊丹市生まれ。関西大倉高等学校在学時からアメリカンフットボールを始める。
1995年4月、立命館大学経営学部に進学。大学では立命館大学パンサーズに所属した。
1999年3月、同大学卒業。広告代理店に勤務。次いで重度障がい者自立支援事業所の運営にあたる。大阪維新の会による「維新政治塾」に一期生として参加後、足立康史の公設第一秘書となる。
2015年、池田市議会議員に初当選。2016年3月、京都大学公共政策大学院修了。
2019年4月2日、池田市長の倉田薫が辞職届を提出。これにより、市長選は統一地方選挙として実施される市議選と同日程で行われることとなった。4月14日告示の池田市長選挙に大阪維新の会の公認で立候補し、市議を自動失職。市長選挙では「市長月額給与30％カット、退職金ゼロ」を公約に掲げた。4月21日、市長選挙執行。倉田の長男で、市議の倉田晃との一騎打ちを制し初当選した。
※当日有権者数：84,266人 最終投票率：55.52%（前回比：＋10.65pts）
| 候補者名 | 年齢 | 所属党派     | 新旧別 | 得票数   | 得票率 | 推薦・支持 |
| -------- | ---- | ------------ | ------ | -------- | ------ | ---------- |
| 冨田裕樹 | 42   | 大阪維新の会 | 新     | 25,133票 | 55.45% |            |
| 倉田晃   | 46   | 無所属       | 新     | 20,193票 | 44.55% |            |

2020年10月以降、市役所サウナ設置、キャンプ用品持ち込み、タクシーチケット不正使用、パワハラ疑惑、秘密保持契約の締結、議会での虚偽答弁、市駐車場定期券不正使用など様々な問題が百条委員会や報道で明らかとなり（後述）、同11月に維新を離党。
2021年7月30日付で市長を辞職した。自身の辞職に伴って8月29日に行われた市長選挙に立候補するも、かつて自身の秘書を務めた前市議の瀧澤智子に敗れ、冨田は候補者4人中4位で落選し、得票数は供託金没収点に届かなかった。同日深夜、市内の事務所で支援者らに「私の不徳のいたすところでした」と頭を下げた。また、「政党政治に対して、個人の力というのはこれほどのものなのかというところを痛感している」とも述べたほか、「全国でくすぶっている若い世代の人を集めて、政治活動をします。将来、何かお話があれば」と述べ、政治活動を続ける意向を示した。
※当日有権者数：85,128人 最終投票率：51.66%（前回比：-3.86pts）
| 候補者名 | 年齢 | 所属党派     | 新旧別 | 得票数   | 得票率 | 推薦・支持 |
| -------- | ---- | ------------ | ------ | -------- | ------ | ---------- |
| 瀧澤智子 | 40   | 大阪維新の会 | 新     | 17,343票 | 40.09% |            |
| 渡辺千芳 | 67   | 無所属       | 新     | 13,689票 | 31.64% |            |
| 内藤勝   | 74   | 無所属       | 新     | 9,282票  | 21.45% |            |
| 冨田裕樹 | 45   | 無所属       | 元     | 2,949票  | 6.82%  |            |

## 不祥事による辞職
2020年
- 10月22日、デイリー新潮が「市役所に勝手に住み着いた大阪『池田市長』　家庭用サウナも持ち込んだ証拠動画」との記事を配信した。同記事によれば、冨田は市長就任後、私物の自転車型トレーニング器具やストレッチ器具などを市庁舎内の市長控室に持ち込んで使用していたほか、同年9月には自宅にあった簡易サウナを事務所スタッフらとともに市長室付近の女子トイレに搬入し使用していた[14]。冨田はその後記者会見を行い、「ヘルニアなどで腰などを痛めており、リハビリなどのためだった」と釈明したうえで「公私混同と思われる行動だった」と謝罪、器具などの使用にかかった光熱費を算出し返金する意向を示した[15][16]。
- 11月17日、冨田はサウナの利用に使った電気使用料690円を13日付で市に返金したと発表した[17]。
- 11月19日、冨田が退勤後東大阪市内にある妻の実家に帰るなど、私的に利用したタクシーチケット代約16万円も電気代と合わせて返金していたことが明らかとなった。冨田は同日、「通勤に準ずるものと理解していたが、公私混同というところを見つめ直した」と釈明した[18]。
- 11月26日、議会側は「一連の報道を受け、看過できない」として維新会派を除く全会派が百条委員会（百条委）の設置案を市議会臨時会に共同提出。維新系4人と議長を除く17人の賛成で可決された[19]。
- 同日、冨田は「一身上の都合」を理由に大阪維新の会を離党した[20]。

2021年
- 1月13日、百条委員会第3回が開催。この中で秘書課長は7月中旬ごろに冨田から指示を受け同課宛てに送られてきたベッドを組み立てたことを明らかにし、「本意ではなかったが、そうせざるを得なかった」と述べた。また、百条委は不適切な庁舎利用問題のほかに市職員に対するパワーハラスメント疑惑などについても調査を進めており、渡辺千芳委員長は市職員800人に対して行われた情報提供を求めるアンケートの結果、「パワハラの実態が浮き彫りになった」と指摘した[21]。
- 2月24日、百条委員会第7回が開催。新型コロナウイルス感染症に関わる緊急の用件で担当職員が市長室を訪ねた際、控室として利用されている女子トイレから大音量の音楽が流れており、職員がノックをすると『今大事なことをしているので15分待って』と言われたことなどが明らかとなった。冨田はこれに対し「サウナで体調管理していたと思う。イメージトレーニングをして今後の市政などについて考えていた」と述べ、業務に支障はなかったとの認識を示した[22]。冨田はパワハラについては百条委で否定し続けた。
- 3月11日、冨田が自身の後援会長と元平修治副市長、秘書課職員との間で、会話の口外を禁止する約束「秘密保持契約」を前年10月に交わしていたことが明らかとなった。後援会長が用意した口外を禁止する書面には、違反した場合には「損害を賠償しなければならない」と書かれていた。職員は、後援会長から「情報提供者であることを認めたら将来を約束する」「警察が動いたらもとの生活には戻れない」などと言われ、恐怖を感じ契約に署名したと明かした[23]。
- 3月12日、百条委員会第9回が開催。冨田は、サウナ問題の情報を流したのは秘書課職員であると主張した。副市長に対し聞き取りを指示するなど市長主導で“犯人捜し”が行われていたことが明らかとなった。情報を流したと疑われた職員は、前述の「秘密保持契約」を交わした秘書課職員とされる[24]。
- 3月18日、週刊文春3月25日号が発売。同号において、市の職員4人が「市長の公私混同は間違いなくあった」と証言。秘書課の女性職員は、冨田がサウナやトレーニングで使った1週間分のタオルをビニールに入れ、地下駐車場の洗濯機まで運んで洗っていた。1週間分のにおいをなくすため、ビニール手袋をはめ漂白剤を入れて洗ったという。また、冨田は市長室で私的に持ち込んだ火器を使用し、キャンプ用の鍋でラーメンを作って食べた翌朝、職員に鍋と鉄の箸を洗わせたり、バーベキュー用の道具で芋を湯がいていたりしたことが明らかとされた[25]。
- 3月24日、AERA dot.が「恫喝」「叱責」が疑われる録音データを入手したと発表。冨田はこのデータの内容についても「心当たりありません」と回答した[26]。
- 3月25日、百条委員会第10回が開催。市長専用の市駐車場定期券を後援会長らが使用できるようにしていたことや、2020年夏に市内で発生した新型コロナウイルスのクラスターに関連して、議会で当時の所在を問われた際、実際には九州を訪れていたにもかかわらず、「淡路島に家族と帰省していた」と虚偽の答弁を行っていたことも明らかとなった。委員からは「市長としての資質に著しく欠ける」「進退を明らかにすべきだ」などと厳しい指摘が相次いだ[27][28][29]。
- 3月29日、市議会で、市議5人から提案された冨田に対する不信任決議案が賛成少数で否決された。提案議員は市長のサウナ設置やパワハラ疑惑などを挙げ「市長が自ら辞職しない以上、市議会が市長を解任するために一刻も早く辞職を求めるべきだ」などと提案理由を説明した。一方、反対した議員らからは「報告書案が出た後、議会の総意をもってはかるべきだ」などの意見が目立った[30]。
- 4月12日、百条委員会第11回が開催。「不信任決議が相当」とする報告書案が全会一致で可決された[31]。報告書案では、冨田がサウナの設置理由として腰痛のためと主張していた事ついて、具体的な通院履歴も治療実態も示されてないことや、冨田が2020年9～10月の間、市役所に17日間寝泊まりしていたこと、職員に対し「お前のその態度は何や、民間やったらクビや」などと怒鳴ったり、自身の使用済みの濡れたタオルなどを洗濯させたりしたことが記された。また、市長専用の市駐車場定期券を後援会長に使わせていた件では、計46回・金額に換算して約6万9千円利用されており、報告書案は「公職選挙法で禁じられている寄付行為、利益供与にあたる可能性もある」と指摘した[32]。
- 4月26日、冨田は「けじめと責任を取る」として辞職する意向を表明。辞職時期については高齢者への新型コロナウイルスのワクチン接種に一定の目処が立ち次第と述べ明言を避けた。また、不信任案可決を回避したい考えを示し、可決された場合は市議会を解散し、自らも辞職して市長選に立候補する「ダブル選挙」に持ち込む可能性が高いと述べた[33][34]。冨田は会見で、辞職の理由はあくまで「騒動の責任をとるため」とし、パワハラ疑惑などの議会の指摘については認めない姿勢を示したほか、「池田社会の停滞を招く『闇』との闘い」と書かれたフリップまで用意し、自身は池田市の闇と戦ってきたなどと主張した[35]。
- 4月27日、臨時市議会で不信任決議案が再度提出される。同決議案は維新と公明党が反対に回り、賛成は可決に必要な17人に届かず、15人に留まり否決された。一方、冨田が百条委で後援会長の「秘密保持契約」の経緯や、駐車場定期券の取り扱いについて虚偽の陳述をしたとして地方自治法違反容疑で大阪地検に刑事告発する議案は可決された[36][37]。公明党は同日午前の市議会では「高齢者のワクチン接種を理由付けに利用するなど、卑劣極まりない発言であります。時間稼ぎしているとしか考えられません。なぜ、このような見苦しい言い逃れに終始するのか」[38]「公人としての自覚があるなら、即刻辞職していただきたい」（荒木真澄市議）など厳しく市長を追及していたが、一転して反対に回った理由について「不信任決議案が可決されれば、間違いなく無謀な選挙をするのではないか。コロナ禍では市民のことを考えないといけない」と説明[39]。また、冨田が「政府は7月末をめどに高齢者のワクチン接種を済ませたいとしている」と答弁したことから、辞職時期に関する「言質を取れた」と判断したという[40]。
- 6月25日、冨田は市議会で、7月30日付で辞職すると表明した[41][10]。
- 6月28日、後援会長に駐車場無料定期券を提供していた問題につき、池田市議会議員6人が、公職選挙法で禁止された寄付行為にあたる疑いがあるなどとして、大阪地方検察庁に同日付の告発状を送った[42]。
- 7月9日、冨田は同月30日付の辞職願を市議会議長に提出した。この時点では自身の辞職に伴う市長選への再出馬の意向の有無については「7月中をメドに身の振り方を明らかにする」と述べ、明らかにしなかった[43]が、7月21日、冨田が出直し市長選挙に立候補する意向を固めたことが報じられた[44]。
- 7月27日、冨田が記者会見を開き、パワハラ疑惑について改めて否定した上で、パワハラと認定した百条委の報告書について「旧政治勢力による権力闘争のための演出劇だ」などと主張。また、出直し市長選挙に立候補する意向を正式に表明した。一方で、庁舎へのサウナの持ち込みやタクシーチケットの不適切使用に関しては「規定や要項がなく盲点だった。真摯に反省している」と謝罪した。これに対し、百条委の委員長を務めた池田市議会の前田敏議長は「調査報告書は市職員らにヒアリングを実施して事実関係を把握し、議会の承認も得ている。それを真っ向から否定するのは、まったく理解できない行動。反省の色が見られない」と批判した[45]。
- 8月29日、冨田の辞職に伴う市長選挙が実施。投開票の結果、候補者4人中最下位で落選した。
- 9月14日、大阪地方検察庁特別捜査部は、地方自治法違反と公職選挙法違反、いずれの容疑についても不起訴処分（嫌疑不十分）とし、発表した[46]。